# Jezioro Grzybiny
Jezioro Grzybiny – jezioro o powierzchni 13 ha położone w woj. warmińsko-mazurskim w miejscowości Grzybiny.

## Charakterystyka
Jezioro znajduje się w strefie krajobrazu młodoglacjalnego związanego z obecnością na tym terenie najmłodszych zlodowaceń plejstoceńskich (w tym zlodowacenia bałtyckiego). Jezioro Grzybiny leży w obrębie rynny subglacjalnej, która podczas zlodowacenia wypełniona była bryłami martwego lodu, co pozwoliło na zachowanie się tej formy mimo intensywnej działalności wód roztopowych tworzących rozległe sandry na tym obszarze. Omawiana rynna subglacjalna założona jest w osadach piaszczystych i żwirowych (o czym jednoznacznie świadczą wydobywane osady z kopalni odkrywkowych zlokalizowanych wewnątrz tej formy). Osady te pochodzą prawdopodobnie z utworów sandrowych powstałych podczas wcześniejszych zlodowaceń. Naturalne obniżenie tektoniczne sprawia, że teren wykorzystywany był przez wody proglacjalne wielu zlodowaceń plejstoceńskich (Marks,1984). Jezioro Grzybiny jest ostatnim zbiornikiem tej formacji (tworzą ją m.in. Dąbrowa Wielka oraz Jezioro Brzeźno) i znajduje się na południowym krańcu rynny. Jezioro Grzybiny jest jednocześnie najdalej wysuniętym na południe jeziorem w tym regionie, co oprócz częściowo rozmytych przez stwierdzoną przez wielu badaczy (Galon, 1957, 1972; Kondracki, 1952, 1967, 1972; Michalska 1975; za Marks, 1984) silną działalność wód roztopowych form marginalnych świadczy o położeniu tego obszaru w granicach maksymalnego zasięgu zlodowacenia bałtyckiego.